# Gymnophora brasiliensis
Gymnophora brasiliensis är en tvåvingeart som beskrevs av Borgmeier 1960. Gymnophora brasiliensis ingår i släktet Gymnophora och familjen puckelflugor. Inga underarter finns listade i Catalogue of Life.